# Skeletons (canción)
«Skeletons» —en español: «Esqueletos»— es una canción compuesta por Isa Melikov y Sandra Bjurman e interpretada en inglés por Dihaj. Se lanzó como descarga digital el 15 de marzo de 2017 mediante CAP-Sounds. Fue elegida para representar a Azerbaiyán en el Festival de la Canción de Eurovisión de 2017 mediante la elección interna de la emisora azerbaiyana İctimai Televiziya el 11 de marzo de 2017.

## Festival de Eurovisión

### Festival de la Canción de Eurovisión 2017
Esta fue la representación azerbaiyana en el Festival de Eurovisión 2017, interpretada por Dihaj.
El 31 de enero de 2017 se organizó un sorteo de asignación en el que se colocaba a cada país en una de las dos semifinales, además de decidir en qué mitad del certamen actuarían. Como resultado, la canción fue interpretada en octavo lugar durante la primera semifinal, celebrada el 9 de mayo de 2017. Fue precedida por Finlandia con Norma John interpretando «Blackbird» y seguida por Portugal con Salvador Sobral interpretando «Amar pelos dois». La canción fue anunciada entre los diez temas elegidos para pasar a la final, y por lo tanto se clasificó para competir en esta. Más tarde se reveló que el país había quedado en octavo puesto con 150 puntos.
El tema fue interpretado más tarde durante la final el 13 de mayo, precedido por Portugal con Salvador Sobral interpretando «Amar pelos dois» y seguido por Croacia con Jacques Houdek interpretando «My Friend». Al final de las votaciones, la canción había recibido 120 puntos (78 del jurado y 42 del televoto), y quedó en 14.º lugar de 26.

## Formatos
| Descarga digital |                               |          |  |
| N.º              | Título                        | Duración |  |
| 1.               | «Skeletons»                   | 2:59     |  |
| 2.               | «Skeletons» (versión karaoke) | 2:59     |  |

## Historial de lanzamiento
| Región  | Fecha               | Formato          | Discográfica | Ref.  |
| ------- | ------------------- | ---------------- | ------------ | ----- |
| Mundial | 15 de marzo de 2017 | Descarga digital | CAP-Sounds   | [ 1 ] |